# São Geraldo do Baixio
São Geraldo do Baixio är en kommun i Brasilien.   Den ligger i delstaten Minas Gerais, i den sydöstra delen av landet, 800 km öster om huvudstaden Brasília. Antalet invånare är 3 487.
Omgivningarna runt São Geraldo do Baixio är huvudsakligen savann. Runt São Geraldo do Baixio är det glesbefolkat, med 10 invånare per kvadratkilometer.